# ユーガシク川
ユーガシク川(ユーガシクがわ、Ugashik River)はアラスカ半島にある長さ69kmの川。ロウワーユーガシク湖付近から流れ出し、ブリストル湾内のユーガシク湾へと注ぐ。
名前の由来はあまりはっきりしないが、昔のつづりからは川の水源（二つの湖とそのぬかるんでいる特長）との関係が示唆される。
二つの支流、キングサーモン川とドッグサーモン川が河口付近で合流する。